# Truly Terrible Tales
Truly Terrible Tales (Prawdziwie straszne historie) – brytyjska seria książek z grupy spin-offów serii Strrraszna historia. Seria opisuje prawdziwe historie z życia różnych ludzi (odkrywców, naukowców, pisarzy). Autorem jest Terry Deary.

## Tomy
- Explorers (1997) (odkrywcy)
- Inventors (1997) (wynalazcy)
- Scientists (1997) (naukowcy)
- Writers (1997) (pisarze)